# Ambonbrillenvogel
Der Ambonbrillenvogel (Zosterops kuehni) ist eine Vogelart aus der Familie der Brillenvögel. Er ist endemisch auf der zu den Südlichen Molukken zählenden Insel Ambon. Das Artepitheton ehrt den deutschen Entomologen und Vogelsammler Heinrich Kühn (1860–1906).

## Merkmale
Der Ambonbrillenvogel erreicht eine Größe von 12 Zentimetern. Der Oberkopf und die Oberseite sind olivgrün. Die Stirn ist mehr dunkel. Die Zügel und ein deutlicher Unteraugenstreifen sind stumpf schwarz. Der weiße Augenring ist vorne durch einen schwarzen Zügelstrich unterbrochen. Die Handschwingen und Steuerfedern sind schwarzbraun mit breiten olivgrünen Rändern. Kinn, Kehle und Unterschwanzdecken sind gelb. Die übrige Unterseite ist grauweiß. Die Iris ist braun. Der Schnabel ist schwarz mit einer grauen Unterschnabelbasis. Die Beine sind grau. Die Geschlechter sehen gleich aus. Die Jungvögel sind bisher unbeschrieben. Der Gesang besteht aus musikalischen Trillern. Der Ruf beinhaltet einzelne zischende „teeu“-Töne.

## Lebensraum
Der Ambonbrillenvogel bewohnt Flachlandwälder, die Reste von Sekundärwäldern und Waldland, leicht bewaldete Kulturpflanzungen, Dickichte und Gärten von Meereshöhe bis in Höhenlagen von 500 Metern.

## Lebensweise
Über seine Lebensweise ist nur wenig bekannt. Er geht gewöhnlich in Paaren oder in kleinen Gruppen von drei bis vier Individuen auf Nahrungssuche. Er ist einigermaßen aktiv und seine Bewegungen sind ziemlich bedächtig. Er ist überwiegend an den unauffälligen Blüten in den Kronen der Schirmakazien oder Akazien zu beobachten.

## Bestand und Gefährdung
Über den Bestand des Ambonbrillenvogels liegen keine Zahlen vor. Er steht gegenwärtig auf der Vorwarnliste (near threatened) der IUCN. Die Natur der Insel Ambon steht unter dem Druck der wachsenden Bevölkerung und die verbliebenen Waldlebensräume sind durch Rodung bedroht. 1862 gab es einen einzelnen Nachweis dieser Art auf der Insel Seram.